# فيان سورا

فيان سورا (بالإنجليزية: Vian Sora)‏ المولودة في عام 1976 بمدينة بغداد بالعراق، هي فنانة عراقية أمريكية. عقدت فيان العديد من المعارض بالعراق، وتركيا، والإمارات العربية المتحدة، وأجزاء من دول أوروبا والشرق الأوسط. وحصلت فيان على شهادتها من جامعة المنصور ببغداد، وجامعة بيلارماين بالولايات المتحدة. 
وقد نشرت فيان مؤخرًا كتابًا باللغة التركية يضم معظم أعمالها بعنوان «النهر، الرحلة، الوقت»، وهو العنوان ذاته التي أطلقته على معرضها الذي أقامته بقصر طوب قابي، بمدينة إسطنبول بتركيا. ويُعد معرضها الخاص الذي أقامته بغرفة التجارة بالولايات المتحدة هو أحدث معارضها. 
وتعتمد أعمال فيان في المقام الأول على استخدام الطلاء الزيتي، مع استخدام وسائط وتقنيات نقش متفاوتة لخلق قوام ثلاثي الأبعاد على القماش. وتعتبر أعمالها تعبيرية مجازية في المقام الأول، تعكس صورة مجردة معاصرة تستخدم للتعبير عن المزاجية والعصور القديمة. وتــُظهر أعمالها تأثيرات الشرق والغرب على لوحتها وعلى وجودها. 
وكانت النساء من جميع الثقافات، من العصور القديمة والحديثة هي الموضوع الأساسي لأعمالها. حيث تـُجسد النساء كأرواح صامتة وتـُظهر النضال المستمر في رحلتهم من أجل البقاء. 
وتعمل فيان حاليًا حيث تعيش بالولايات المتحدة.